# Cyril Takayama
Cyril Takayama, dit Cero (セロ, Sero) est un illusionniste, né le 27 septembre 1973 en Californie (États-Unis), de père japonais d'Okinawa et de mère française d’origine marocaine.

## Biographie
Il naquit et grandit à Hollywood, en Californie, aux États-Unis. Cyril s'intéressa à la magie à partir de l'âge de 6 ans, quand lors d'un spectacle de magie à Las Vegas, il vit un magicien faire léviter une femme, puis la couper en deux. La toute première prestation de Cyril Takayama eut lieu au spectacle des talents de son école. À l'âge de 12 ans, il entra dans les cours du Magic Castle à Hollywood.
Il est très connu pour ses prestations en magie de rue au Japon. Il était membre de la courte série télévisée T.H.E.M.
En 2007 il remporta la première place aux Magic Woods Awards dans la catégorie du meilleur magicien.